# Livemmo
Livemmo es una fracción y principal población del municipio italiano de Pertica Alta.

## Historia
Livemmo es una pequeña localidad de origen antiguo, perteneciente históricamente al territorio bresciano. En la Unificación de Italia (1861) la comune de Livemmo, incluido en el distrito de Salò (circondario) de la provincia de Brescia, contaba con 308 habitantes.
En 1928, la comune se fusionó con las comuni de Bel Prato y Navono, formando el municipio de Pertica Alta.
En 2022, es uno de los 310 pueblos y pequeños municipios que recibirán más de 760 millones de euros de los fondos de recuperación previstos por el Ministerio de la Cultura (MiC) para el plan Piano nazionale borghi, financiado por el Piano Nazionale di Ripresa e Resilienza (Pnrr), para inversiones en regeneración cultural, social y económica. La Región de Lombardía seleccionó y premió la calidad de la propuesta de Livemmo, que fue la mejor entre las 32 de Lombardía, incluidas siete de Brescia, concediendo al pueblo algo menos de 20 millones de euros.

## Monumentos y lugares de interés

### Edificios religiosos
- Chiesa Parrocchiale di San Marco Evangelista,[5] en la Piazza Angelo Piccini

- Santuario di Sant'Andrea Apostolo,[6] en Barbaine

- Oratorio di San Rocco al Passo di Santa Caterina,[7] en via San Rocco

### Yacimientos arqueológicos
- Forno Fusorio (fragua): en julio de 2004 se inició una minuciosa campaña de excavaciones dirigida por el arqueólogo Brogiolo, de la Universidad de Padua, que desenterró esta estructura, que según la documentación estuvo en uso desde 1573 hasta 1848.[8][9] El yacimiento puede visitarse.[10]